# 人生 (輕小說)
《人生》是川岸毆魚撰寫，七瀨芽瑠智繪製插畫的日本輕小說作品，由小學館的GAGAGA文庫出版發行，東立出版社代理發行。
2013年11月發表改編為電視動畫的消息，2014年7月至9月播放。
改编漫画于月刊Sunday Gene-X連載，由松山清治負責作画。

## 故事簡介
九文學園第二新聞社所屬的赤松勇樹，某一天被社長二階堂彩香指派負責撰寫校內新聞的新專欄「煩惱諮詢」（人生諮詢）。
但是彩香不放心把記事交給勇樹一個人，因此找來了三名「回答者」——理組代表的遠藤梨乃、文組代表的九條文、體育代表的鈴木郁美協助勇樹，勇樹必須把她們三個人的回答總結起來並作成記事……

## 登場角色

### 第二新聞社及人生諮詢回答者
赤松勇樹（聲：內匠靖明、Kei Grant（第7話、第12話））
本作主角。九文學園1年2班→2年2班學生，第二新聞社社員。
戴著眼鏡，性格樸實善良的普通少年，不過本性也招架不住女色。因為擔心彩香設立的第二新聞社會被廢社而主動加入。
後來應郁美要求成為第二代金龜俠。動畫中，對梨乃有好感。
遠藤梨乃（聲：新田日和）
1年2班→2年5班學生，彩香請來的回答者，理組代表。
黑長直的頭髮，容姿端麗、成績優秀，因此在班上有許多男生傾慕，但由於滿腦子都盡裝高深的理科知識，很難與人找到共通話題而不擅長與人相處。不過本人對此問題卻裝做不在意，常以傲嬌的態度應對，但實際上還是很希望有朋友可談話，勇樹為第一個曾與她長談過的異性朋友。制服裙底下總穿著黑褲襪。
理科科目的實力擁有大學等級的水準，因此給的建議會有非現實的情況出現。有飼養鵪鶉「鶉鶉」（聲：優那）當寵物。到現在仍習慣抱著小時候的小熊玩偶「小庫」睡覺，甚至還曾用來練習接吻。
對勇樹有好感。極度不相信任何超自然現象的存在，認為科學才能證明一切，但卻超容易被催眠。在被超自然研究社催眠後露出原先的本性，其實是個思想天真且愛與人撒嬌的孩子，不過仍然對科學的東西異常執著，在被問喜歡的人是誰時堅持拒絕回答而讓社員黑川真理不得不認輸，卻悄悄地道出在這說出便會被對方聽到，但在場的男生只有勇樹一人。
九條文（聲：豐田萌繪）
1年1班→2年2班學生，彩香請來的回答者，文組代表。
個性穩重，但有點天然呆，有些內向害羞，在回答諮詢時也顯現出這一面，最初三名回答者中唯一的巨乳（F罩杯）。
歷史愛好者，尤其喜歡三國志與日本戰國時代的歷史，說話時亦常會引用歷史典故，一旦講起歷史時便會長篇大論直到講完誰也擋不了。
鈴木郁美（聲：諏訪彩花）
1年5班→2年5班學生，彩香請來的回答者，體育代表。身高150公分。
運動神經超群，常在各個運動社團當幫手。制服裙底下總穿著顯眼的運動短褲。
不擅長考慮過於複雜的事情，常憑著直覺行動，言行也較隨性，性格也十分孩子氣。似乎一直企圖撮合勇樹與梨乃兩人。
鼻子異常靈敏，能靠嗅覺找出目標物，諮詢箱燒毀事件中也找到HHH團想要處理掉的色情書刊和DVD（不過勇樹等人當時還不知道HHH團的真實身分，以為是郁美鼻子失靈）。很崇拜商店街約十年前創造出來的英雄「金龜俠」。
二階堂彩香（聲：前田玲奈）
勇樹的表姊，第二新聞社社長。2年5班→3年5班學生。
一頭銀色的長髮並常別著鉛筆型的髮夾，屬於會先採取行動的類型，作風上稍微有點強硬。
第二新聞社「人生諮詢」專欄的企劃者，本來是第一新聞社的社員，但社長淺野性格怪僻輕浮又對她做出過份地追求，因此十分討厭淺野。在欲爆料學生會長白河香織的真面目時與她起衝突並被施壓而退出社團自建第二新聞社。
與學生會長白河香織相當不合，常做出讓她氣憤的事（如在學生會海報上塗鴉、公開她的醜照）。
村上繪美（聲：大西沙織）
1年3班→2年1班學生，美術社成員。
勇樹等人為設計「真實人生桌遊」前往美術社拜訪時為了隔壁超自然研究社帶給美術社困擾的舉動而請求幫忙，解決問題後開始協助煩惱諮詢的解答，後來被彩香任命為藝術科代表的回答者。
有雙重人格，平時個性文靜，但只要拿起畫筆，行為就會變得粗野，甚至產生「藝術＝全裸」的脫衣癖性格，而且在家平時還習慣裸睡。
內村朋子（聲：高本惠）
第二新聞社的顧問老師。總是為了彩香與香織之間的爭吵而煩心，甚至得到了學生恐懼症幾乎每天都要去保健室報到的地步，被稱為「九文學園悲情四天王」之一，後被催眠露出本性的梨乃治癒而重振信心。
阿莉娜·傑畢利達克
第八卷開始登場的1年3班新生及留學生。
超級開朗君
第二新聞社為解決美術社第一個問題而請其社長設計的吉祥物，樣貌風格酷似愛德華·孟克畫的《吶喊》，因為混合了理組、文組和體育組三方的意見結果有了亂七八糟的角色設定。後來還遭淺野效仿抄襲。
角色設定
身高 - 45公分（右投右打）。
智力 - 45，政治 - 57，武力 - 28，魅力 - 43，火計，埋伏，天變。
生態 - 在社辦的角落，碳氫氧等元素受到落雷與紫外線的刺激，生成了核酸，最終成為了超級開朗君。通常都是單獨行動，以社辦吃剩零食、喝剩的飲料維生，夜行性且在潮濕的地方築巢。為代表戰後時期無賴派作家的一人。享年九十八歲。
推測年收入 - 480萬元。
愛車 - 豐田Celsior。
座右銘 - 如果杜鵑不唱歌，我就殺了牠們。
比賽風格 - 自由自在地在地圖來回奔跑的萬能型中距離角色，他的運動量在比賽中絕不會落於他人。

### 第一新聞社及煩惱諮詢回答者
淺野浩太（聲：森久保祥太郎）
3年3班學生，第一新聞社社長。
將第二新聞社視為嫌惡的存在，並抄襲第二新聞社開設「煩惱諮詢」專欄的方式還請美術社社長設計雷同「超級開朗君」的吉祥物「極限開朗君」與其對抗。「煩惱諮詢」專欄後來因雙方合宿的比賽落敗而解散。
實際有著喜歡女性的一面，本身對彩香有好感，甚至得寸進尺一直想和她發生進一步關係，這也是讓彩香離開第一新聞社另立社團的主因。
志乃（聲：淵上舞）
淺野找來對抗梨乃的「毒舌」回答者，很討厭淺野輕浮的個性。
久美（聲：原田瞳）
淺野找來對抗文的「波霸」回答者，有著G罩杯，每次發言都會強調這一點。
吉高（聲：菅沼久義）
淺野找來對抗郁美的「小不點」回答者，留著和尚頭。在第一新聞社時常擔任記者或攝影師。
假吉高（聲：伊丸岡篤）
淺野找來在合宿諮詢比賽比賽時頂替吉高的選手，似乎是某個寺院的住持。比賽時與梨乃做對手結果輸了。

### 九文學園悲觀四天王
由於其中一人實在過度悲觀而轉學，所以目前只剩三人。
山中君江（聲：中尾衣里）
從鄉下到東京來的學生，綁著兩個麻花辮並戴著大圓眼鏡，摘下眼鏡後是個美少女。因為從鄉下長大與其他都市長大的同學很難找到溝通的話題，加上又講著大多人都聽不懂的方言，所以一直無法適應東京生活而越來越孤獨悲觀。
矢野明彥（聲：平川大輔）
本身是個美少年，從小就因為樣貌出眾成績優異倍受歡迎而有自戀傾向，到國中後卻因此被同學忌妒導致自信大失而處於悲觀的狀態。
內村朋子（聲：高本惠）
參考第二新聞社及人生諮詢回答者-內村朋子

### 其他學園關係者
白河香織（聲：內田真禮）
2年1班學生，九文學園理事長的孫女，學生會長。常展現盛氣凌人的態度。
將九文學園當成私有物，會把自己看不順眼或是品行不良的學生送到姐妹校九文工業高中，甚至擅自挪用學校預算。
黑川真理（聲：福原綾香）
1年4班學生，超自然研究社的成員，也是繪美煩惱的來源。
香月芯一郎（聲：市來光弘）
曾因為對自己任何一處都缺乏自信而向「人生諮詢」專欄求助，但同時也向「煩惱諮詢」專欄求助，結果被淺野洗腦成能扮小嘍囉角色演到極佳的自信而自創「雜魚角色社」，結果卻一個社員都招不到。
動畫版中因為沒有社員而讓本來計畫的合宿破滅，因此將預約好的民宿讓給第二新聞社幫勇樹等人解決了大問題。私下告訴勇樹本來為了偷窺女社員在該民宿設計了不少機關並砸光所有錢結果自己無福享受，希望能讓跟他一樣接近雜魚角的勇樹能善用它們避免遺憾。
近田
學園的英文教師。
藤田（聲：柳澤榮治）
學園的化學教師，秘密結社「HHH團」的成員。
私下常去光顧販售成人影片的店，在封鎖的舊校舍暗中開發出能在緊急時（特別是遭遇不測的時候）將私藏的色情書刊以各種手法銷毀的設備，這也正是「HHH團」的目標。
曾不小心將設備第二階段用的化學溶劑誤撒到人生諮詢意見箱上，因含有氢氧化钠將周遭受損怕被該社的理科資優生梨乃發現而將整個意見箱燒毀以湮滅證據。淺野為藉此做獨家報導追查時意外發現「HHH團」的秘密因而遭到他綁架，後來在扮成金龜俠的勇樹勸說下才得以獲釋。

### 其他角色
九條玄蕃（聲：柴田秀勝）
文的祖父，九條家的現任當家，經營貿易公司。管教相當嚴格，但也很寵愛孫女文，一旦有任何可疑的異性接近便威脅對方離開否則將以九條家奧義用十文字槍伺候，如果完全爆發會使用究極奧義——「涅槃爺爺的微笑送別之槍」（據說可能會毀了地表）。在勇樹以簡訊詢問合宿意願時便被威脅過一次，後來與所有社員親自請求才化解誤會得到許可，但反而被誤為文喜歡他而要勇樹當孫女婿。
亞歷山大·傑利畢達克
阿莉娜的哥哥，在貿易公司任職，公司破產後過著尼特族的生活。
後來在勇樹等人的幫助下，到文的祖父經營的貿易公司上班。
金龜俠
中央通商店街設計出的當地英雄，有著以金龜子為原型的造型。是大約十年前商工會為了提振來客率想出來的計劃，最後效果不如預期而腰斬。
雖然當時計劃失敗，但金龜俠的英勇姿態深受郁美崇拜，也因此開始勤奮鍛鍊運動能力。同時商店街為了不讓郁美的憧憬破滅，給了她可以和「金龜俠握手」的集點卡。
後來郁美在諮詢箱燒毀事件中將金龜俠服裝交給勇樹，讓勇樹成為第二代金龜俠。而勇樹為了隱藏自己的身分，在當金龜俠時都會按後頸的穴道變成「克里斯·佩普勒的美聲」（動畫版為Kei Grant的聲音）。
飯田浩之（聲：浪川大輔）
扮演金龜俠的中年男性，本身是亞洲風雜貨店的老闆。雖然已經不再當金龜俠，但受商店街所託只要郁美集滿商店街的點數就要跟她見面。
希望能受女性歡迎，自願當金龜俠以及開設雜貨店都是出於這個目的，但實際上效果不彰，且本人與女性聊天時常會說出自以為幽默的下流話題（自稱「金龜俠固定話題Best5」）。

## 出版書籍

### 輕小說
| 集數 | 小學館         | 小學館                 | 東立出版社    | 東立出版社             |
| 集數 | 發售日期       | ISBN                   | 發售日期      | ISBN                   |
| ---- | -------------- | ---------------------- | ------------- | ---------------------- |
| 1    | 2012年1月18日  | ISBN 978-4-09-451318-9 | 2014年7月14日 | ISBN 978-986-365-249-6 |
| 2    | 2012年4月18日  | ISBN 978-4-09-451335-6 | 2014年8月4日  | ISBN 978-986-365-420-9 |
| 3    | 2012年8月21日  | ISBN 978-4-09-451359-2 | 2014年9月4日  | ISBN 978-986-365-676-0 |
| 4    | 2012年12月18日 | ISBN 978-4-09-451382-0 | 2015年6月18日 | ISBN 978-986-431-561-1 |
| 5    | 2013年5月17日  | ISBN 978-4-09-451412-4 | 2015年8月3日  | ISBN 978-986-431-950-3 |
| 6    | 2013年11月19日 | ISBN 978-4-09-451449-0 | 2016年2月18日 | ISBN 978-986-462-966-4 |
| 7    | 2014年2月18日  | ISBN 978-4-09-451467-4 | 2016年4月21日 | ISBN 978-986-470-160-5 |
| 8    | 2014年6月18日  | ISBN 978-4-09-451493-3 | 2016年5月30日 | ISBN 978-986-470-459-0 |
| 9    | 2014年10月17日 | ISBN 978-4-09-451516-9 | 2016年9月5日  | ISBN 978-986-470-909-0 |
| 10   | 2015年3月18日  | ISBN 978-4-09-451541-1 | 2016年12月5日 | ISBN 978-986-482-390-1 |

### 漫畫
| 集數 | 小學館         | 小學館                 | 東立出版社    | 東立出版社             |
| 集數 | 發售日期       | ISBN                   | 發售日期      | ISBN                   |
| ---- | -------------- | ---------------------- | ------------- | ---------------------- |
| 1    | 2014年6月19日  | ISBN 978-4-09-157380-3 | 2015年10月8日 | ISBN 978-986-431-009-8 |
| 2    | 2014年12月19日 | ISBN 978-4-09-157403-9 |               |                        |
| 3    | 2015年4月17日  | ISBN 978-4-09-157414-5 |               |                        |

## 電視動畫
以《人生諮詢電視動畫「人生」》（人生相談テレビアニメーション「人生」）為標題，2014年7月開始於TOKYO MX、讀賣電視台、中京電視台、BS11播放。

### 製作人員
- 原作：川岸毆魚（日语：川岸殴魚）（小學館「GAGAGA文庫」刊）
- 角色原案：七瀨芽瑠智
- 監督：川口敬一郎
- 系列構成：荒川稔久
- 劇本：荒川稔久、玉井☆豪、大知慶一郎
- 角色設計：下谷智之
- 衣裝設定：藤井結
- 美術監修：佐藤正浩
- 美術監督：小坂部直子
- 色彩設計：岩井田洋
- 攝影監督：小池里惠子
- 編輯：平木大輔
- 音樂：
- 音響監督：飯田里樹
- 制作統括：瀧崎誠
- 製片人：鹽入聰太、菊川雄士、北田修一、木村文彥
- 動畫製作人：上坂陽一郎、白石直子
- 動畫製作：feel.
- 動畫製作協力：millepensee
- 製作：人生製作委員會

### 主題曲
片頭曲
作詞、作曲、編曲：y0c1e，主唱：菖蒲與優里花 from 乙女新黨
片尾曲
作詞：PA-NON，作曲、編曲：Tak Miyazawa
主唱（第1話－第7話）：〈遠藤梨乃（新田日和）、九條文（豐田萌繪）、鈴木郁美（諏訪彩花）〉
主唱（第8話－第13話）：〈遠藤梨乃（新田日和）、九條文（豐田萌繪）、鈴木郁美（諏訪彩花）、村上繪美（大西沙織）〉
第6話開始文與郁美的半身像畫面出現時，SD（二頭身）角色的位置改變；第8話之後追加了繪美登場的版本。
插曲（第6話、第7話）
作詞：中央通商店街有志，作曲、編曲：，主唱：金龜俠〈浪川大輔）

### 各話列表
| 話數 | 日文標題 | 中文標題 | 劇本       | 分鏡       | 演出                        | 作畫監督                              | 改編原作小說 |
| ---- | -------- | -------- | ---------- | ---------- | --------------------------- | ------------------------------------- | ------------ |
| #01  |          | 諮詢     | 荒川稔久   | 川口敬一郎 | 島崎奈奈子                  | 川島尚                                | 第1冊        |
| #02  |          | 反省     | 荒川稔久   | 松下周平   | 松下周平                    | 近藤優次、松本朋之                    | 第1冊        |
| #03  |          | 資本     | 荒川稔久   | 越田知明   | 越田知明                    |                                       | 第2冊        |
| #04  |          | 夏物     | 荒川稔久   | 島崎奈奈子 | 宇根信也                    | 飯田清貴、福地和浩                    | 第2冊        |
| #05  |          | 短冊     | 荒川稔久   | 伴山人     |                             | 上野卓志、德田夢之介 築山翔太、中本尚 | 第2冊        |
| #06  |          | 飯田     | 玉井☆豪    | 越田知明   | 村田光                      | 、松嶌舞夢                            | 第3冊        |
| #07  |          | 美聲     | 大知慶一郎 | 松下周平   | 松下周平                    | 近藤優次、松本朋之                    | 第3冊        |
| #08  |          | 接龍     | 玉井☆豪    | 島崎奈奈子 | 島崎奈奈子                  | 安本學、土方友希 谷口繁則、福地和浩   | 第4冊        |
| #09  |          | 否決     | 大知慶一郎 | 伴山人     | 嵯峨敏                      | 川島尚、山本篤史                      | 第4冊        |
| #10  |          | 陰性     | 荒川稔久   | 伴山人     | 島崎奈奈子、村田光 有富興二 | 三宅舞子                              | 第4冊        |
| #11  |          | 募集     | 大知慶一郎 | 松下周平   | 松下周平                    | 近藤優次、松本朋之                    | 第5冊        |
| #12  |          | 潛入     | 玉井☆豪    | 島崎奈奈子 | 島崎奈奈子、村田光          | 飯田清貴、福地和浩                    | 第5冊        |
| #13  |          | 隱畑     | 荒川稔久   | 川口敬一郎 |                             | 川島尚、山本篤史 重本和佳子           | 第5冊        |

### 播放電視台
日本深夜動畫：下文記載的日本国内播放時間使用日本標準時間（UTC+9）表示。因為部分時間标识會採用30小时制，因此請留意这类超过24:00的时间，其實際播放時間為翌日清晨。
| 播放地區   | 播放電視台   | 播放日期              | 播放時間（UTC+9）         | 所屬聯播網 | 備註           |
| ---------- | ------------ | --------------------- | ------------------------- | ---------- | -------------- |
| 東京都     | TOKYO MX     | 2014年7月6日－9月28日 | 星期日 22時00分－22時30分 | 獨立UHF局  |                |
| 關西廣域圈 | 讀賣電視台   | 2014年7月7日－9月29日 | 星期一 25時59分－26時29分 | 日本電視網 | 「MANPA」第1部 |
| 中京廣域圈 | 中京電視台   | 2014年7月7日－9月29日 | 星期一 26時22分－26時52分 | 日本電視網 |                |
| 日本全國   | BS11         | 2014年7月7日－9月29日 | 星期一 27時00分－27時30分 | 衛星電視   | 「ANIME+」節目 |
| 日本全國   | BANDAI頻道   | 2014年7月8日－9月30日 | 星期二 12時00分 更新      | 網路電視   |                |
| 日本全國   | NICONICO頻道 | 2014年7月8日－9月30日 | 星期二 12時00分 更新      | 網路電視   |                |
| 日本全國   | AT-X         | 2014年7月8日－9月30日 | 星期二 22時30分－23時00分 | 衛星電視   | 有重播         |

### 藍光／DVD
| 卷 | 發售日         | 收錄話         | 規格編號   | 規格編號   |
| 卷 | 發售日         | 收錄話         | 藍光       | DVD        |
| -- | -------------- | -------------- | ---------- | ---------- |
| 1  | 2014年9月3日   | 第1話          | VPXY-71325 | VPBY-14318 |
| 2  | 2014年10月22日 | 第2話－第3話   | VPXY-71326 | VPBY-14319 |
| 3  | 2014年11月26日 | 第4話－第5話   | VPXY-71327 | VPBY-14320 |
| 4  | 2014年12月24日 | 第6話－第7話   | VPXY-71328 | VPBY-14321 |
| 5  | 2015年1月21日  | 第8話－第9話   | VPXY-71329 | VPBY-14322 |
| 6  | 2015年2月25日  | 第10話－第11話 | VPXY-71330 | VPBY-14323 |
| 7  | 2015年3月25日  | 第12話－第13話 | VPXY-71331 | VPBY-14324 |

### 與原作的差異
- 第一冊（動畫第一集）中的「招不到社員」諮詢，原作諮詢者是山口由佳里，動畫版則改成第四冊中才登場的女主角之一「村上繪美」。

## 外部連結
- 人生 （页面存档备份，存于） - 小學館 （日語）
- GAGAGA文庫「人生」原作特設網站 （日語）
- 人生諮詢電視動畫「人生」 （页面存档备份，存于） （日語）
- 人生諮詢電視動畫「人生」的X（前Twitter） （日語）